# ستراژنه
ستراژنه (به چکی: Strážné) یک منطقهٔ مسکونی در جمهوری چک است که در منطقه تروتنوف واقع شده‌است. ستراژنه ۱۹۳ نفر جمعیت دارد.